# Franz Surges
Franz Surges (* 11. Oktober 1958 in Remagen; † 21. September 2015 in Eschweiler) war ein deutscher Komponist und Kirchenmusiker.

## Leben
Surges studierte an der Katholischen Hochschule für Kirchenmusik St. Gregorius Aachen und legte 1980 dort die Kantorenprüfung (A-Examen) ab. Anschließend wechselte er an die Musikhochschule Köln, an der er ein Diplom in Musikpädagogik für Orgel und ein Diplom in Musikpädagogik für Tonsatz sowie das Diplom der künstlerischen Abschlussprüfung im Hauptfach Orgel erwarb. Er absolvierte zudem Kompositionsstudien bei Tilo Medek und besuchte diverse internationale Meisterkurse und Musikakademien, so unter anderem bei Jean Guillou, Piet Kee, Guy Bovet, Harald Vogel und Monserrat Torrent.
Surges war bis zu einem schweren Stromunfall, an dessen Folgen er im Alter von 56 Jahren starb, als Kirchenmusiker, Komponist, Chorleiter und Musiklehrer in der kirchenmusikalischen Ausbildung (u. a. C-Examen) in Eschweiler tätig.

## Auszeichnungen
- 1991: 1. Preis beim Kompositionswettbewerb beim Festival Europäische Kirchenmusik in Schwäbisch Gmünd mit Aufruf an alle Völker – Nun lobet Gott im hohen Thron
- 1998/1999: 3. Preis beim NRW-Kompositions-Wettbewerb des Deutschen Sängerbundes mit Drei vergnügliche Sentenzen
- 2002: 1. Preis beim internationalen Hoftrompeter-Mayrhofer-Kompositionswettbewerb in Passau
- 2003: Ernennung zum Musikdirektor FDB.
- 2003, 2005, 2006; 2008: Preisträger beim Siegburger Kompositionswettbewerb
- 2009: 3. Preis beim Kompositionswettbewerb der „Freunde der Eichstätter Dommusik e. V.“ mit Omnes gentes

## Werk (Auswahl)
Surges Spektrum an Kompositionen ist weit und reicht vom Kinderlied bis zur Sinfonie:
- Quasi una Pastorale, für Streichorchester, Verlag Dohr 1992.
- Weihnachts-Gloria, für vierstimmigen gemischten Chor, Gemeinde, Streicher, Blechbläser und Orgel, Verlag Dohr 1999.
- Wurzel-Konturen, für Orgel und Streichorchester, Verlag Dohr 2001.
- Sinfonia ad honorem Joseph Haydn, für großes Orchester, Verlag Dohr 2005.
- Sinfonietta, für Kammerorchester, Verlag Dohr 2009.
- Cantate!, für gemischten und/oder Männerchor und Blechbläser oder Klavier, Verlag Dohr 2012.